# English League
Die English League war in den Jahren 1931 bis 1936 die höchste Spielklasse in England, ehe sie von der English National League abgelöst wurde.
1988 bis 1997 trug die zweithöchste Eishockeyliga in England den Namen English League.

## Titelträger
- 1931/32: Oxford University
- 1932/33: Oxford University
- 1933/34: Grosvenor House Canadians
- 1934/35: Streatham
- 1935/36: Birmingham Maple Leafs

## Meister der English League ab 1988
- 1988/89: Humberside Seahawks
- 1989/90: Bracknell Bees
- 1990/91: Oxford City Stars
- 1991/92: Medway Bears
- 1992/93: Solihull Barons
- 1993/94: Wightlink Raiders
- 1994/95: Wightlink Raiders
- 1995/96: Wightlink Raiders
- 1996/97: Wightlink Raiders